# Moldavisk-ortodoxa kyrkan
Moldavisk-ortodoxa kyrkan (rumänska (se moldaviska): Biserica Ortodoxă din Moldova, ryska: Правосла́вная це́рковь Молдо́вы) ett självständig östortodox kristen kyrka under Rysk-ortodoxa kyrkan som är baserad i Moldavien.

## Överhuvud
Moldavisk-ortodoxa kyrkans överhuvud är metropolit Vladimir (Kantarean), som bär titeln ''Metropolit av Chișinău och hela Moldavien''.

## Övrigt
Folkräkningen 2004 i Moldavien uppgav av 3 158 015 personer (95,5 %) av dem som deklarerade en religion, att de var östortodoxa kristna.

## Bilder

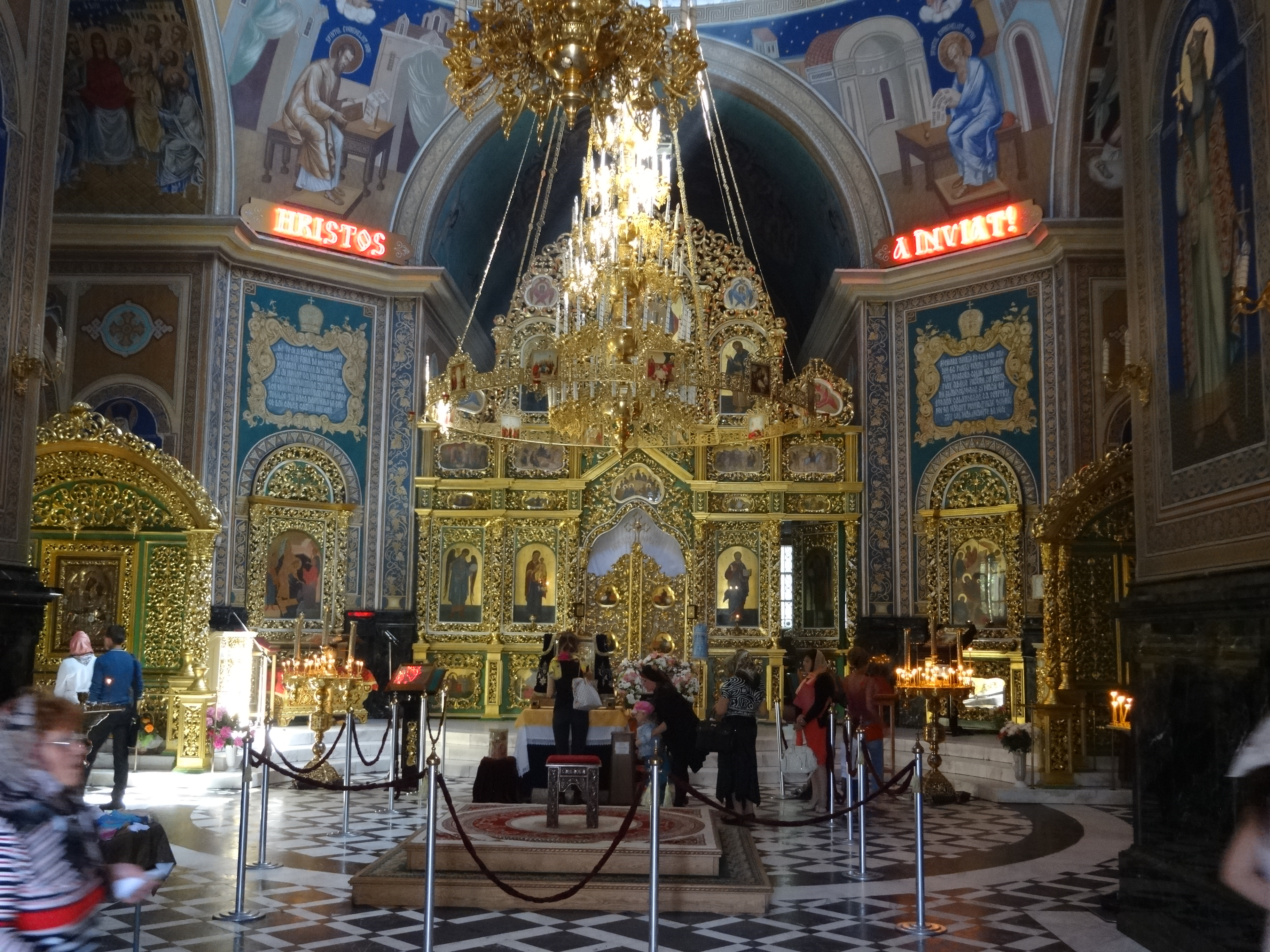
Interiören i Födelsekatedralen i Chișinău, Moldavien.